# 高橋璃央
高橋 璃央（たかはし りお、2000年10月11日 - ）は、日本の俳優、モデル。新潟県出身。RED ACTORS 所属。

## 略歴
中学3年生の時に、東京に遊びに行ったところスカウトされ芸能界に憧れてはいたため芸能界を目指すようになる。
高校1年生の時に、男子高生ミスターコンに出場しファイナリストに選ばれ、そこからABEMAの番組や雑誌にも呼んでもらえるようになり事務所に入り、高校3年生の時から本格的に仕事を始める。
2019年、第6回日本制服アワードで男子グランプリを受賞。
2021年、第36回メンズノンノモデルオーディションで準グランプリを受賞。MEN'S NON-NOの専属モデルとしても活動中。

## 人物
- 趣味は映画鑑賞[1]。
- 特技はサッカー[1]。

## 出演

### テレビドラマ
- ハイポジ 1986年、二度目の青春。 第1話（2020年1月11日、テレビ大阪・BSテレ東）
- スイーツ食って何が悪い!（2020年1月14日、TOKYO MX） - 真下 役
- ほぼ日の怪談。「残された想い」（2020年9月6日、ひかりTV、dTVチャンネル / テレビ神奈川）- 藤尾悠介 役
- 美しい彼 第1話 - 第3話（2021年11月19日 - 12月3日、MBS・TBS）
- 何曜日に生まれたの（2023年8月6日 - 10月8日、東海テレビ・フジテレビ） - サッカー部員 役[6]
- 婚活1000本ノック 第6話（2024年2月21日、フジテレビ） - 青柳淳一 役[7]
- アクターズ・ショート・フィルム4「イツキトミワ」（2024年3月22日、WOWOWプライム）[8]

### 映画
- 私の卒業 -第4期-「18歳、つむぎます」（2023年、The icon） - 佐伯健太郎 役[9]
- タクミくんシリーズ「長い長い物語の始まりの朝。」（2023年、ビデオプラニング） - 赤池章三 役[10]
- 私の卒業 -第5期-「こころのふた〜雪ふるまちで〜」（2024年、The icon）[11]
- パーフェクトプロポーズ Dream Edition（2024年、カルチュア・パブリッシャーズ） - 辰巳 役[12]
- 代々木ジョニーの憂鬱な放課後（2025年公開予定、SPOTTED PRODUCTIONS） - 神父さん 役[13]

#### 短編映画
- 息子と呼ぶ日まで（2024年公開予定、BAMIRI / STELLA WORKS）[14]

### 舞台
- 仔犬たちの午後（2024年7月12日 - 14日、下北沢アレイホール）[15]
- 七つ数えて（2025年8月13日 - 17日〈予定〉、新宿シアタートップス）[16]

### WEB番組
- 今日、好きになりました。（2017年8月12日･13日、ABEMA)
- オオカミちゃんとオオカミくんには騙されない（2022年8月14日 - 、ABEMA）

### WEBドラマ
- パーフェクトプロポーズ（2024年2月2日 - 、FOD） - 辰巳 役[17]

### 雑誌
- MEN'S NON-NO（2021年 - 、集英社） - 専属モデル

### MV
- 足立佳奈「ウタコク」(2019年)

### CM
- ブルボン「プチって何だ！？」篇　第三話(2019年)
- 青山商事 青山探偵事務所 『第2話：入学式に潜入せよ！』篇　TVCM (2021年)
- カネボウ化粧品「KATE」 KATE THE BB Borderless Beauty.　web CM (2022年)